# Wolf’s Return
Wolf’s Return – trzeci album studyjny szwedzkiego zespołu muzycznego Grand Magus. Wydawnictwo ukazało się 14 czerwca 2005 roku nakładem wytwórni muzycznej Rise Above Records.

## Lista utworów
Opracowano na podstawie materiału źródłowego.
| Nr  | Tytuł utworu                                   | Długość |
| --- | ---------------------------------------------- | ------- |
| 1.  | „Kingslayer”                                   | 04:10   |
| 2.  | „Nine”                                         | 03:28   |
| 3.  | „Blodörn” (utwór instrumentalny)               | 01:11   |
| 4.  | „Wolf’s Return”                                | 04:51   |
| 5.  | „Blood Oath”                                   | 04:42   |
| 6.  | „Järnbörd” (utwór instrumentalny)              | 01:10   |
| 7.  | „Repay in Kind”                                | 05:11   |
| 8.  | „Hämnd” (utwór instrumentalny)                 | 01:35   |
| 9.  | „Ashes”                                        | 04:38   |
| 10. | „Light Hater”                                  | 04:53   |
| 11. | „Wolf’s Return Part II” (utwór instrumentalny) | 02:30   |
|     |                                                | 38:19   |

## Twórcy
Opracowano na podstawie materiału źródłowego.
| Zespół Grand Magus w składzie - Mats „Fox Skinner” Heden – gitara basowa - Janne „JB” Christoffersson – gitara, wokal prowadzący - Fredrik „Trisse” Liefvendahl – perkusja |  | Inni - Hugh Gilmour – okładka, oprawa graficzna - Oneman – produkcja muzyczna, miksowanie, mastering - Anna Ledin – zdjęcia |